# Lislet
Lislet é uma comuna francesa na região administrativa de Altos da França, no departamento de Aisne. Estende-se por uma área de 8,2 km². Em 2010 a comuna tinha 231 habitantes (densidade: 28,2 hab./km²).